# Coral Castle

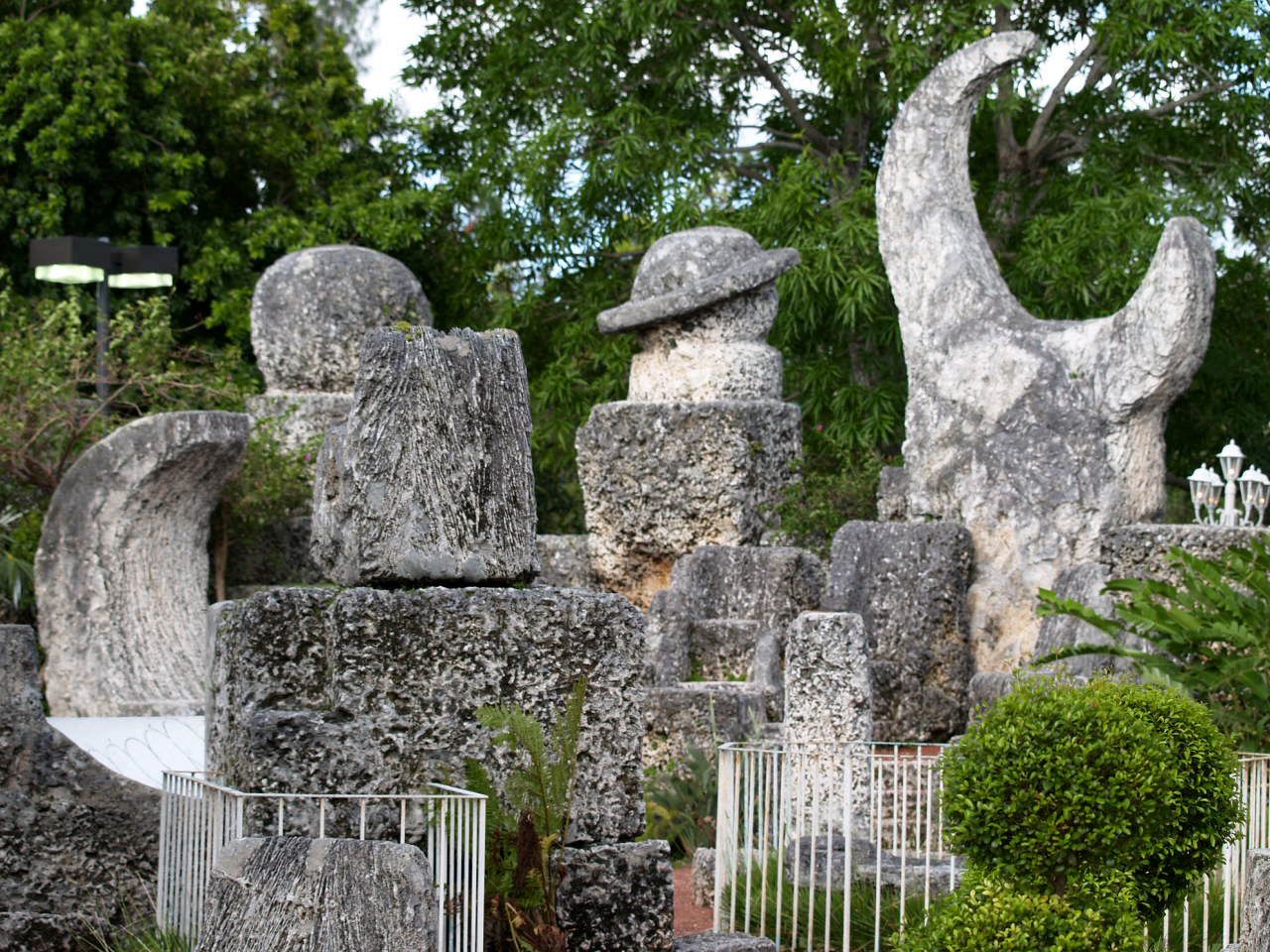
Coral Castle a Homestead in Florida

Coral Castle (in italiano: Castello di corallo; nome originale: Rock Gate Park) è una struttura architettonica in pietra calcarea progettata a Homestead, in Florida, da Edward Leedskalnin, scultore amatoriale lettone naturalizzato statunitense. La struttura è costituita da grandi blocchi di pietra lavorati e scolpiti in forma di mura, grandi tavoli e sedie, da bassorilievi e da un torrione abitabile. Dal 1984 è un monumento incluso nel National Register of Historic Places statunitense.

## Storia

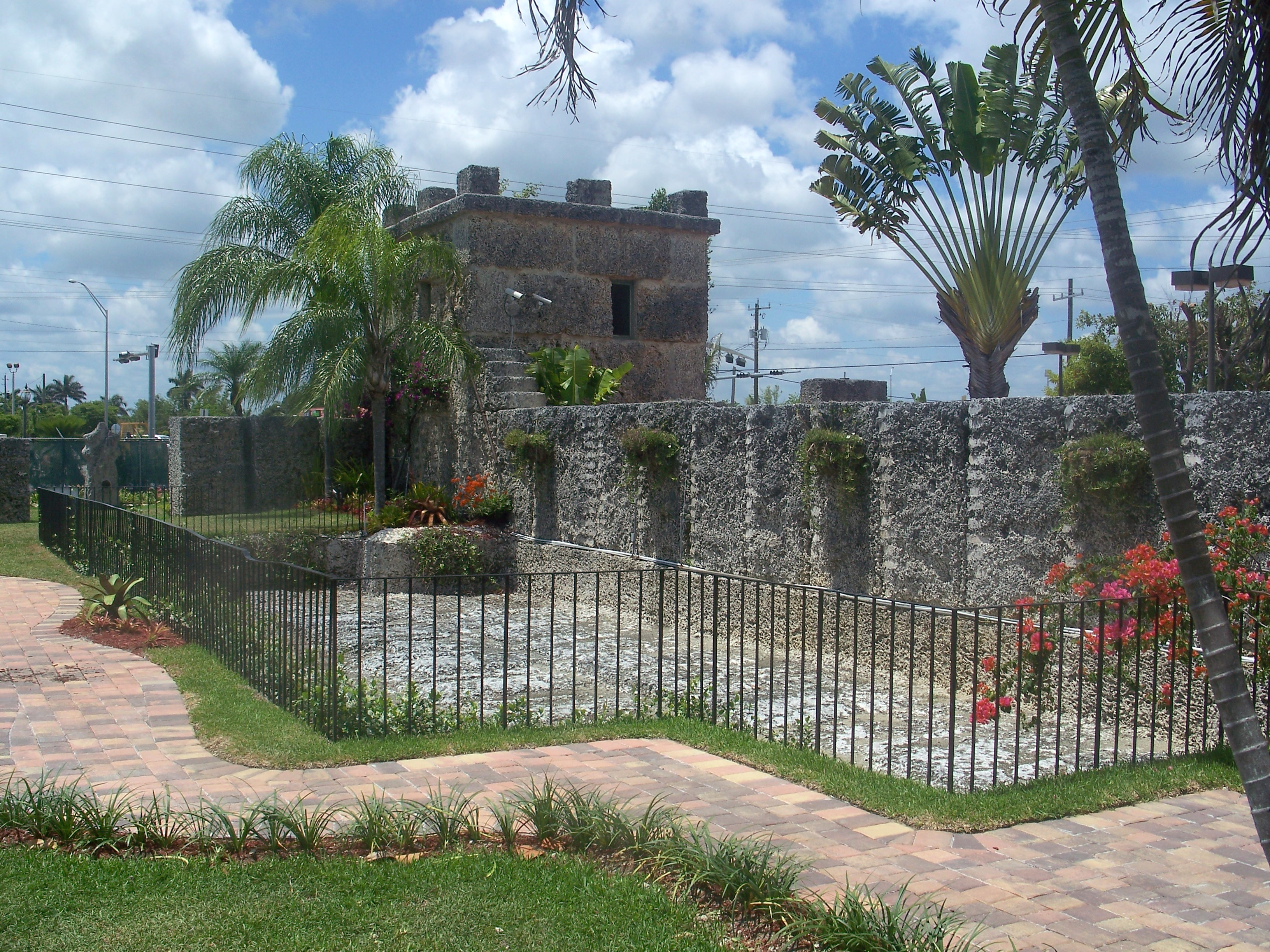
Il castello a due piani dove Ed Leedskalnin viveva, visto dall'esterno del recinto megalitico; in primo piano e recintata, una cava di pietra utilizzata da Leedskalnin

Secondo la biografia di Joe Bullard, Leedskalnin, all'età di 26 anni, fu lasciato dalla fidanzata sedicenne Agnes Scuff il giorno prima delle nozze. Per la delusione, il giovane lettone avrebbe maturato l'idea di costruire un castello per fare colpo sull'amata, un proposito poi realizzato con la costruzione di Coral Castle, ma che non ottenne il successo sperato con la donna.
La struttura, la cui massa ammonta a 1.100 tonnellate, nota originariamente come Rock Gate Park, fu realizzata nell'arco di 28 anni, dal 1923 fino alla morte dell'artista, il 7 novembre del 1951. Leedskalnin mantenne uno stretto riserbo sul suo lavoro e sulle tecniche utilizzate per la messa in posa dei blocchi – il più massiccio dei quali arriva a 30 tonnellate – fino al giorno in cui morì nel Jackson Memorial Hospital.
Questa segretezza, gli accenni dello scultore alla conoscenza dei segreti costruttivi delle piramidi, l'aggiunta di brevi scritti autografi come Magnetic Current, in cui Leedskalnin condensa le sue idee scientificamente eterodosse sull'elettromagnetismo e che contengono il diagramma di una macchina a moto perpetuo, sono tutti elementi che hanno alimentato nel tempo una ridda di ipotesi fantasiose sui metodi di costruzione, come l'utilizzo di sconosciute forze naturali o la succitata macchina. A fronte di queste speculazioni, esistono tuttavia delle fotografie che ritraggono lo scultore impegnato nella costruzione di Coral Castle utilizzando tecniche tradizionali quali carrucole e paranchi.
L'aura di mistero e la storia di Agnes hanno contribuito, in ogni caso, a rendere Coral Castle una popolare attrazione turistica. Dopo la morte dell'autore, il castello fu ereditato da un nipote che lo cedette nel 1953 ad una famiglia dell'Illinois. Nel 1981, l'opera di Leedskalnin fu acquistata dalla Coral Castle Inc., che le diede il nome attuale e la trasformò in museo.

## Descrizione

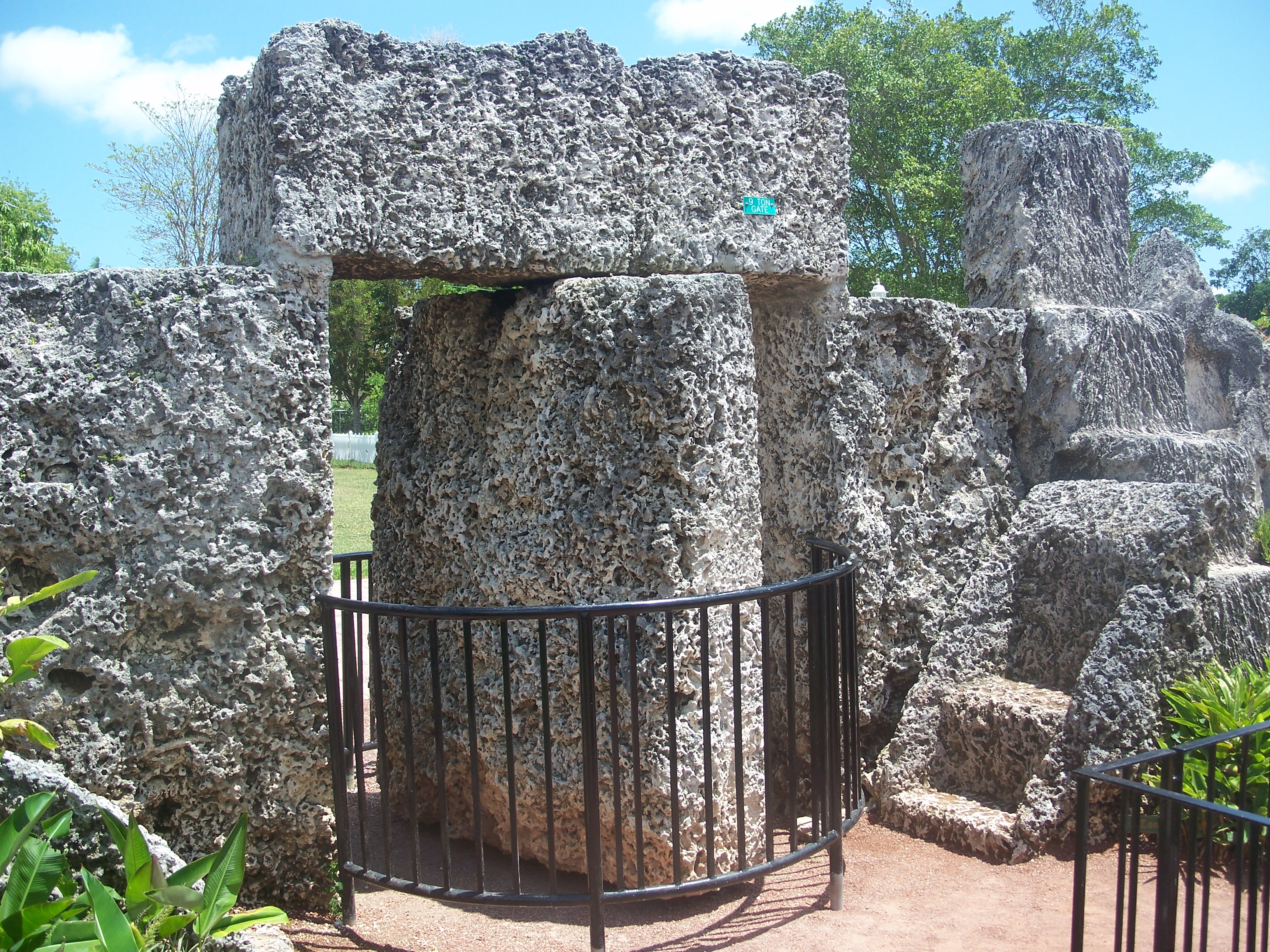
La porta rotante di ingresso al castello

Coral Castle si compone di una tozza torre quadrata a due piani (che costituiva l'abitazione di Leedskalnin) posta all'angolo di un giardino circondato da mura megalitiche che accoglie altre strutture e oggetti: un quadrante solare, un "telescopio" puntato sulla stella polare, un obelisco, un pozzo, un barbecue, una fontana, sculture con la forma di stelle e pianeti, tavoli che riproducono il profilo della Terra o della Florida, sedie a dondolo a forma di luna crescente, letti di pietra ed un trono. Tutta la struttura è realizzata in blocchi di pietra di grandi dimensioni uniti senza fare uso di malte. La pietra utilizzata è calcare oolitico chiamato coral stone (da cui il nome Coral Castle).
L'opera presenta alcune realizzazioni degne di nota anche dal punto di vista ingegneristico come una porta rotante del peso di 9 tonnellate così ben bilanciata da poter essere azionata dalla lieve pressione di un dito come documentato da due trasmissioni televisive: In Search of... (1976-1982) e That's Incredible! (1980-1984, ABC). Il perfetto bilanciamento era stato ottenuto da Leedskalnin poggiando il monolite su un cuscinetto di autocarro - che fungeva da base rotante - su cui faceva perno una barra metallica posizionata, per mezzo di un foro, lungo l'asse verticale della porta. Il "mistero" della porta fu svelato nel 1986 quando il meccanismo cessò di funzionare una prima volta a causa dell'arrugginimento del cuscinetto metallico costringendo i proprietari del museo a richiedere l'intervento di un team di ingegneri per il ripristino. In seguito, anche se furono usati una gru e una squadra di operai, la porta non tornò a girare agevolmente come il solo Leedskalnin era riuscito ad ottenere.

## Curiosità
- Un numero inciso su una pietra del Coral Castle, da alcuni ritenuto correlato con le teorie del suo creatore, è in realtà identico al "numero di immigrazione" assegnato a Leedskalnin e frequentemente esposto all'esterno delle abitazioni degli immigrati in USA.
- Un altro dispositivo, circolare contenente 16 magneti, spesso messo anch'esso in relazione con le teorie suddette, è probabilmente una semplice dinamo con cui lo scultore illuminava la sua opera durante le visite che egli stesso conduceva nel monumento.

## Riferimenti nella cultura di massa

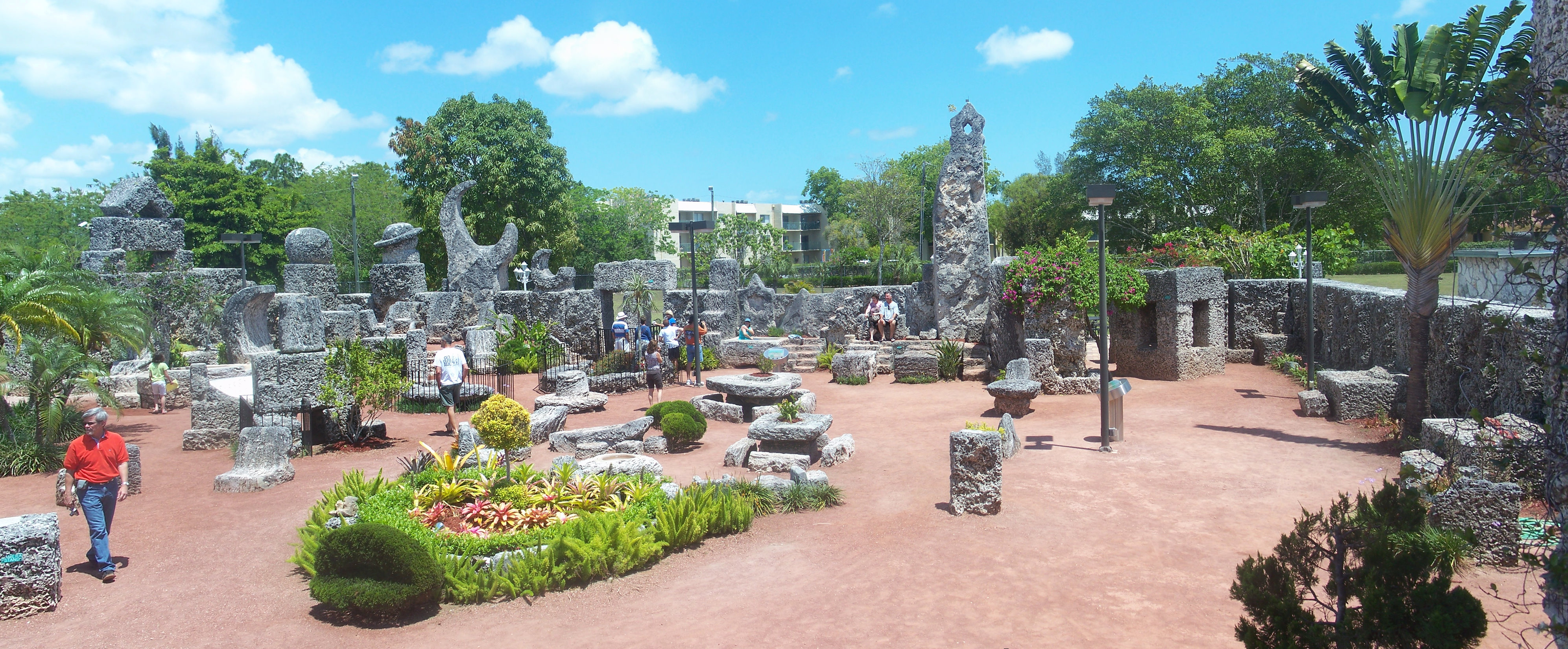
Coral castle: panoramica

- Il terzo album del cantante inglese Billy Idol (Whiplash Smile, (1986) contiene il singolo Sweet Sixteen. Il testo della canzone – il cui video fu girato a Coral Castle – è direttamente ispirato alla relazione tra lo scultore e Agnes Scuff, da lui chiamata Sweet Sixteen (dolce sedicenne), che fu alla base della costruzione dell'opera.